# Шамборне ле Пен
Шамборне ле Пен (фр. Chambornay-lès-Pin) насеље је и општина у источној Француској у региону Франш-Конте, у департману Горња Саона која припада префектури Везул.
По подацима из 2011. године у општини је живело 344 становника, а густина насељености је износила 70,93 становника/km². Општина се простире на површини од 4,85 km². Налази се на средњој надморској висини од 210 метара (максималној 276 m, а минималној 202 m).

## Демографија
| 1962. | 1968. | 1975. | 1982. | 1990. | 1999. | 2011. |
| ----- | ----- | ----- | ----- | ----- | ----- | ----- |
| 95    | 96    | 127   | 254   | 314   | 335   | 344   |

График промене броја становника у току последњих година